# Caraglio
Caraglio (en français, Carail) est une commune de la province de Coni dans le Piémont en Italie.

## Toponymie
- En piémontais : Caraj

## Histoire
- La commune a fait partie de l'arrondissement de Coni durant l'Empire napoléonien.

## Administration
| Période                                  | Période  | Identité       | Étiquette    | Qualité |
| ---------------------------------------- | -------- | -------------- | ------------ | ------- |
| 14 juin 2004                             | En cours | Aurelio Blesio | Lista Civica |         |
| Les données manquantes sont à compléter. |          |                |              |         |

### Hameaux
Vallera, Bottonasco, Paniale, Paschera San Carlo, Paschera San Defendente, San Lorenzo

### Communes limitrophes
Bernezzo, Busca, Cervasca, Coni, Dronero, Montemale di Cuneo, Valgrana

### Évolution démographique
Habitants recensés